# Magic Bus: The Who on Tour
Pour les articles homonymes, voir Magic Bus (homonymie).
Albums de The Who
Meaty Beaty Big and Bouncy
(1971)
Magic Bus: The Who on Tour est une compilation du groupe de rock britannique The Who sortie en 1968 et contenant la chanson Magic Bus en version studio, bien que le titre « The Who on Tour » suggère un album en concert.
Magic Bus se compose de titres tirés de singles et de leurs faces B, comme Pictures of Lily et Doctor, Doctor sortis en avril 1967, ainsi que du matériel déjà présent sur les albums précédents tel Run, Run, Run (provenant de A Quick One).
La pochette présente les quatre membres du groupe (Keith Moon est caché par la portière ouverte) accrochés à un bus à impériale recouvert de graphiques au style psychédélique typique de cette époque. Le quatrième comparse se trouve quant à lui à la place du conducteur.

## Titres
Toutes les chansons sont de Pete Townshend, sauf mention contraire.
1. Disguises – 3:14
2. Run, Run, Run – 2:44
3. Dr. Jekyll and Mr. Hyde (Entwistle) – 2:27
4. I Can't Reach You – 3:05
5. Our Love Was – 3:09
6. Call Me Lightning – 2:25
7. Magic Bus – 3:21
8. Someone's Coming (Entwistle) – 2:33
9. Doctor, Doctor (Entwistle) – 3:02
10. Bucket T (Altfield, Christian, Torrence) – 2:11
11. Pictures of Lily – 2:43